# Agricola (trò chơi)
Agricola là một trò chơi cờ bàn theo phong cách Châu Âu do Uwe Rosenberg tạo ra. Đây là một trò chơi sắp xếp công nhân và quản lý tài nguyên. Trong Agricola, người chơi là những người nông dân gieo hạt, cày ruộng, thu thập gỗ, xây chuồng, mua vật nuôi, mở rộng trang trại và nuôi sống gia đình. Sau 14 vòng đấu, người chơi tính điểm dựa trên quy mô và mức độ thịnh vượng đã làm được.
Trò chơi được xuất bản bởi Lookout Games và phát hành tại Spiel 2007, nó được bình chọn là trò chơi hay nhất thứ hai được trình chiếu tại đại hội, theo cuộc bỏ phiếu trong chương trình Fairplay. Trò chơi được phát hành bằng tiếng Anh bởi Z-Man Games vào tháng 7 năm 2008. Playdek đã phát hành bản chuyển đổi iOS của trò chơi vào tháng 6 năm 2013. Ấn bản thứ hai của Agricola đã được Mayfair Games xuất bản vào tháng 5 năm 2016.
Agricola đã giành được giải thưởng đặc biệt của Spiel des Jahres cho "Trò chơi phức tạp hay nhất năm 2008" và giải Deutscher Spiele Preis năm 2008.
Đây cũng là trò chơi kết thúc chuỗi hơn năm năm của Puerto Rico với tư cách là trò chơi được xếp hạng cao nhất trên trang web trò chơi BoardGameGeek, giữ vị trí đầu bảng xếp hạng trong khoảng thời gian từ tháng 9 năm 2008 đến tháng 3 năm 2010. Tính đến  tháng 9 năm 2021, Agricola được xếp hạng 34 trong số tất cả các trò chơi trên BoardGameGeek.
Một phiên bản hai người chơi có tên là Agricola: All Creatures Big & Small đã được phát hành vào năm 2012. Ngoài ra còn có một ứng dụng iOS tương ứng.

## Cách chơi

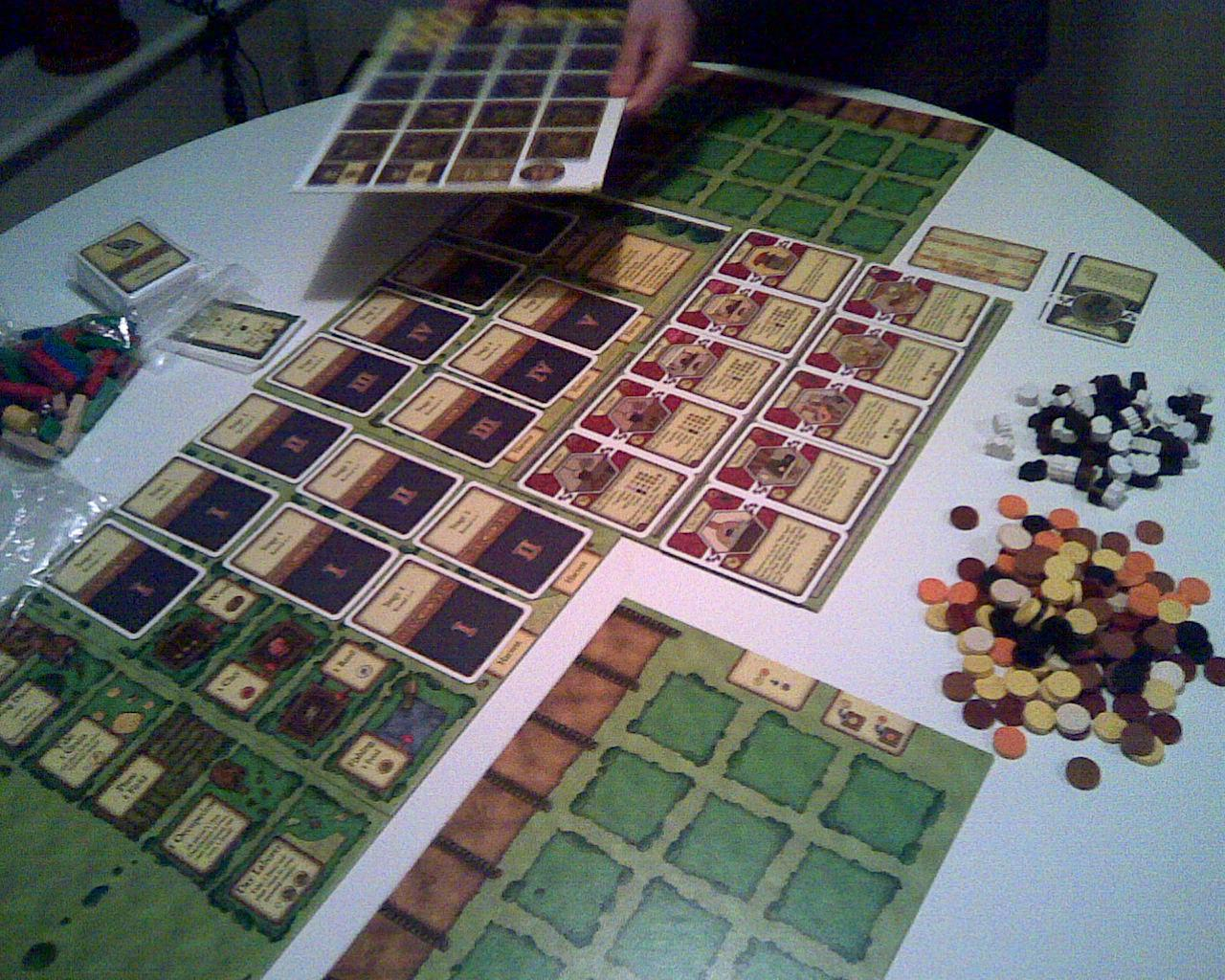
Một trò chơi Agricola đang được thiết lập. Đây là phiên bản gốc với bộ đếm tài nguyên.

Người chơi bắt đầu trò chơi với một cặp vợ chồng nông dân sống trong một túp lều hai phòng. Mỗi vòng, họ luân phiên đưa các thành viên trong gia đình vào các ô để có được nguồn lực, cải thiện và phát triển hộ gia đình của họ.Chỉ một thành viên trong gia đình có thể chiếm mỗi ô trong cùng một vòng, vì vậy người chơi cần căn thời gian cho các nước của mình để thu được lợi nhuận tối đa trong khi cản tiến trình của đối thủ.
Trò chơi được chơi trong 14 vòng, chia cho 6 lần thu hoạch. Vào mỗi vụ thu hoạch, lương thực được trồng, con người được cho ăn, và động vật sinh sôi. Người chơi sẽ mất điểm chiến thắng nếu họ gặp khó khăn trong việc cung cấp thức ăn cho gia đình, điều này khiến việc sản xuất lương thực trở thành một điểm căng thẳng chính trong trò chơi.
Vào cuối vòng 14 là phần thu hoạch cuối cùng, sau đó bắt đầu tính điểm. Người chơi có trang trại cân bằng và thịnh vượng nhất sẽ chiến thắng.

### Thẻ tùy chọn
Để đạt được sự khác biệt giữa các trò chơi, người chơi được chia một tay các thẻ tùy chọn - nghề nghiệp và những cải tiến nhỏ. Người chơi nhận được vật phẩm và tiền thưởng khi chơi các thẻ này. Họ cũng có thể có được định hướng ban đầu cho chiến lược của mình, dựa trên những nghề nghiệp và sự cải tiến mà họ đã đạt được. Nhiều bộ bài mở rộng đã được phát hành để lấp đầy khoảng trống trong lối chơi và thêm cài đặt chuyên đề. Trò chơi cung cấp một biến thể 'gia đình' được đơn giản hóa cho những người chơi ít tham gia hơn, trong đó thẻ nghề nghiệp và cải tiến nhỏ không được sử dụng.

## Sự khác biệt trong các phiên bản

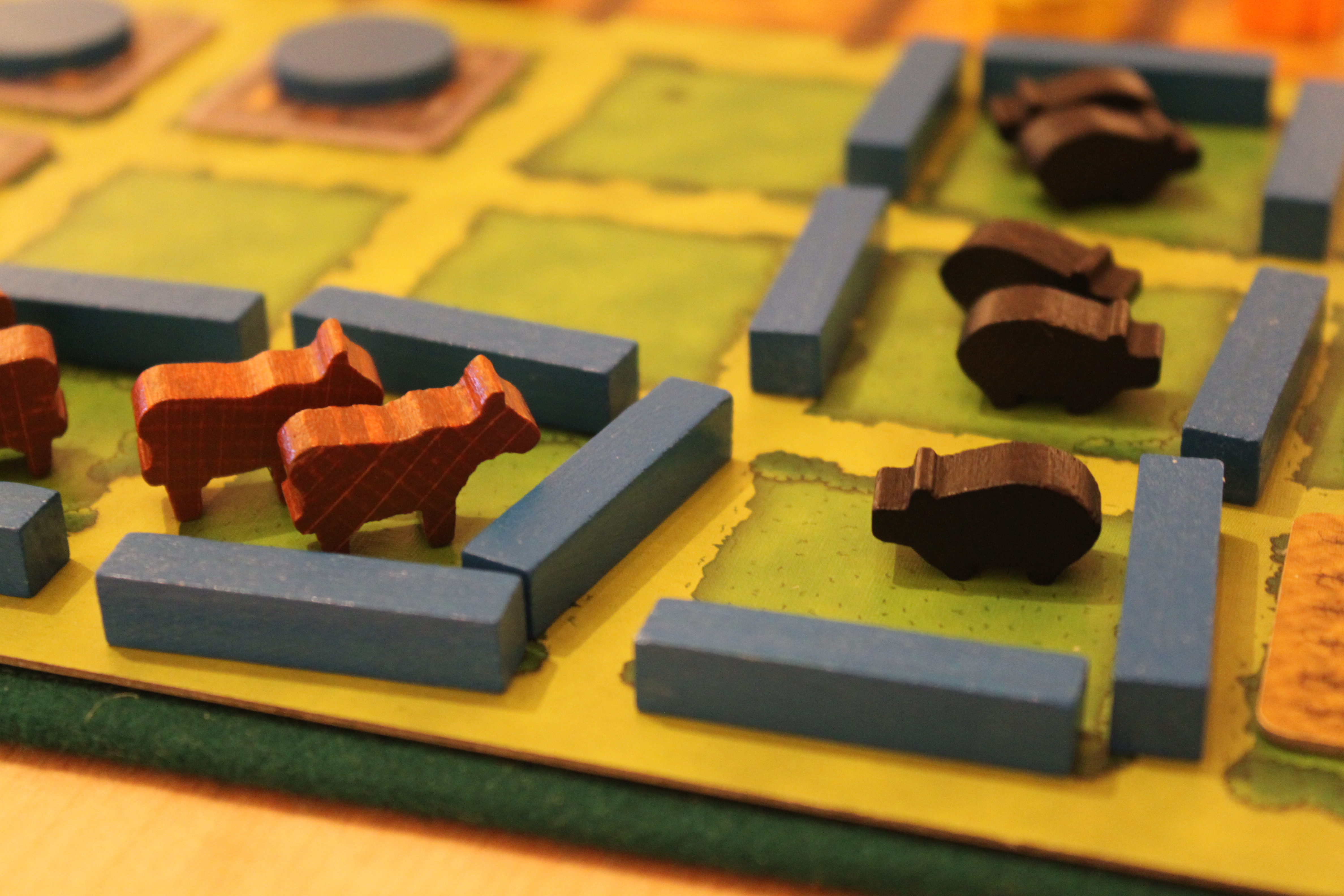
Agricola: The Goodies bao gồm các hình thay thế hình động vật cho các hình khối màu cơ bản

Agricola ban đầu sử dụng các mảnh gỗ nhiều màu có hình tròn giống nhau để biểu thị các nguồn tài nguyên khác nhau (đất sét, gỗ, lau sậy, v.v.). Phiên bản năm 2016 cung cấp các miếng gỗ có hình dạng cho các nguồn tài nguyên giúp bạn dễ dàng phân biệt giữa nhiều loại tài nguyên hơn. Tphiên bản mới của ông cũng bao gồm ít thẻ tùy chọn hơn - hai bộ bài với tổng số 96 thẻ (trái ngược với ba bộ bài với 308 thẻ trong phiên bản gốc). Một số người đánh giá khen ngợi sự cân bằng của bộ bài mới.

## Thực hiện lại
Rosenberg đã thực hiện lại nhiều cơ chế từ Agricola trong các trò chơi boardgame sau này, đặc biệt là Caverna (2013) và phiên bản hai người chơi Agricola: All Creatures Big & Small.

## Giải thưởng
2009
- BoardGamer.ru Game of the Year
- Lucca Games Best of Show (Italy) Side Award Best Game Mechanic
- Nederlandse Spellenprijs Winner
- Ludoteca Ideale 2009, Game of the Year
- Jogo do Ano 2008 Spiel Portugal (Portugal) Winner
- Gra Roku Game of the Year (Poland) Winner
- Gra Roku – Gamers' Choice (Poland) Winner
- Gra Graczy – Gamesfanatic.net (Poland) Winner
- Golden Ace (France) Special Jury
- Les 3 Lys (Canada) Hobbyist Game Winner

2008
- Golden Geek Award Best Gamer's Board Game Winner
- Golden Geek Award Board Game of the Year Winner
- Spiel des Jahres "Complex Game" Winner
- J.U.G. (Portugal) Game of the Year Winner
- Deutscher Spiele Preis (Germany) Game of the Year Winner
- International Gamers Award General Strategy/Multi-player Game
- Hra roku (Czech Republic) Winner
- Spiel der Spiele (Austria) Spiele Hit für Experten (Hit Games for Professionals)
- Tric Trac d'or (France) Game of the Year Winner
- Jda "Juego del Año en España" (Spain) Winner
- 81st game to be added to the Austrian Hall of Games

2007
- Meeples' Choice Award Winner